# Río Blanco (vattendrag i Chile, Región Metropolitana de Santiago)
Río Blanco är ett  vattendrag  i Chile.   Det ligger i regionen Región Metropolitana de Santiago, i den mellersta  delen av landet, 90 km sydost om huvudstaden Santiago de Chile.
Omgivningen kring Río Blanco är ofruktbar med liten eller ingen växtlighet och området är mycket glesbefolkat, med 2 invånare per kvadratkilometer.